# Clam Chowder

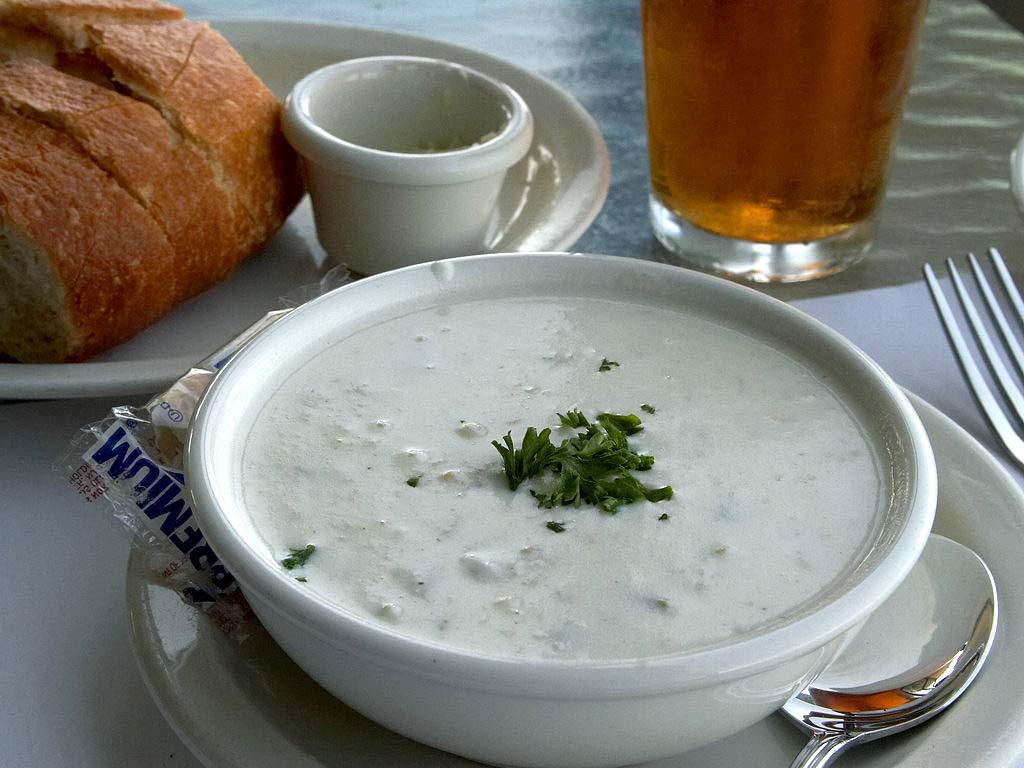
New England Clam Chowder

Clam Chowder ist eine international bekannte amerikanische Muschelsuppe, die aus großen Venusmuscheln (Quahogs oder Clam genannt) zubereitet wird. Diese Muschelart kommt an der amerikanischen Ostküste vor. Typisch ist die sämige Konsistenz der Suppe, die einem Eintopf ähnelt.

## Geschichte
Der Ursprung dieser Muschelsuppe sowie von Chowder allgemein soll in Frankreich liegen; die Suppe soll von französischen Seefahrern im 17. oder 18. Jahrhundert nach Neuengland und Nova Scotia gebracht worden sein. Statt Sahne wurde zunächst Milch verwendet und zum Andicken Schiffszwieback.

## Zubereitung
Zubereitet wird die Suppe aus Venusmuscheln, Speck oder gepökeltem Schweinefleisch, gewürfelten Kartoffeln, Zwiebeln, weiterem Gemüse, Kräutern wie Dill und Thymian sowie Gewürzen. Die Zutaten kommen nach einem alten Rezept abwechselnd schichtweise in den Topf, wobei jede Schicht separat gewürzt wird. Dann wird das Ganze mit Wasser oder Brühe aufgefüllt und langsam geköchelt. Clam Chowder ist auch als Tiefkühlprodukt und Konserve erhältlich.

## Varianten

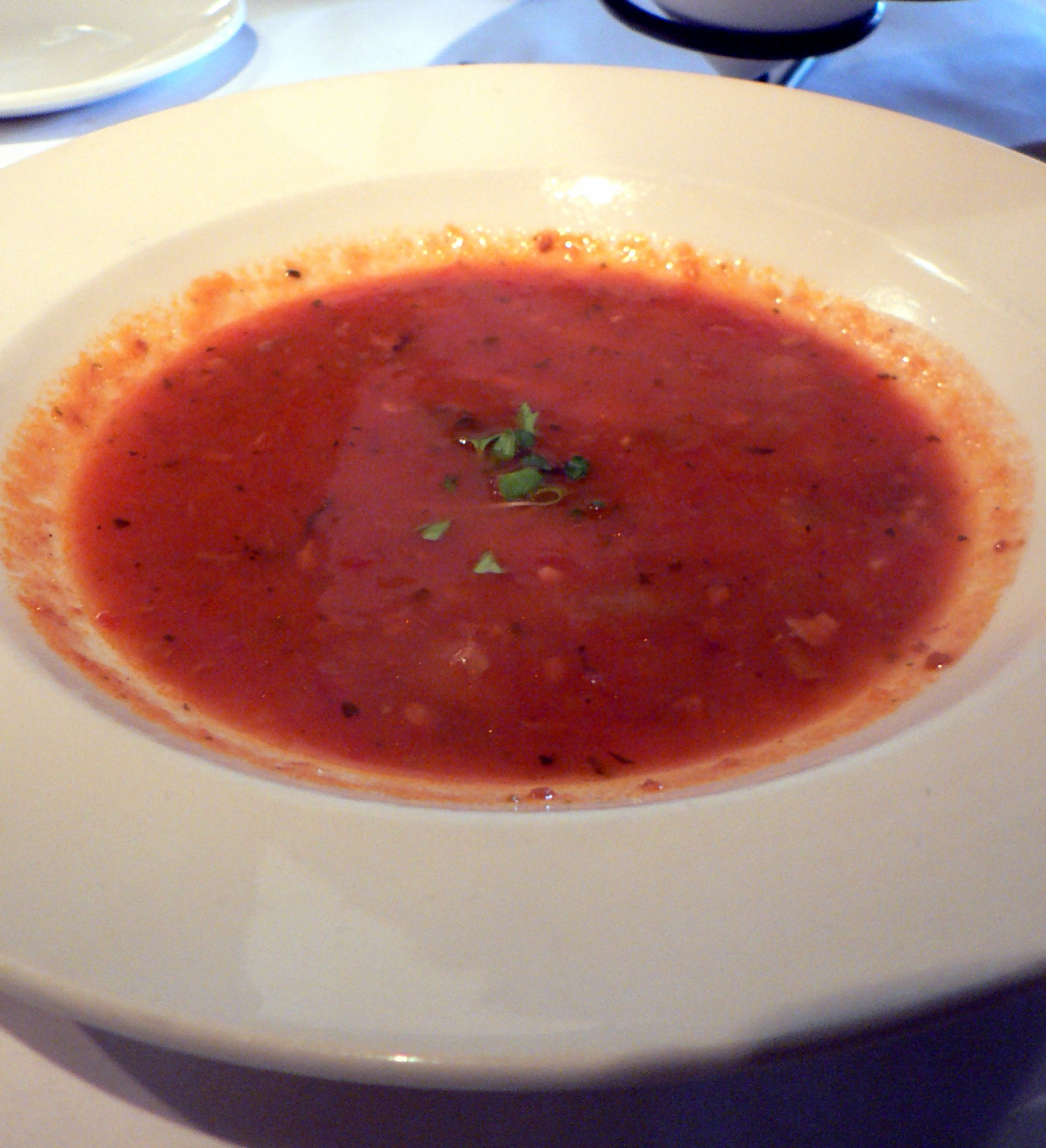
Manhattan Clam Chowder

Im Laufe der Zeit haben sich in den USA zwei verschiedene Rezepte entwickelt: Die ältere Variante aus Neuengland, die mit Sahne gebunden wird, und zu der häufig die sogenannten Oyster Crackers (ähnlich dem Schiffszwieback) serviert werden.
Eine jüngere Abwandlung mit Tomatensaft wird als Manhattan Clam Chowder bezeichnet, weil sie im 19. Jahrhundert in New York aufgekommen sein soll. Mitte des 19. Jahrhunderts machten die in New York lebenden Italiener die Tomaten als Zutat in der Küche populär. Ende des 19. Jahrhunderts publizierten zwei Köche Kochbücher mit Rezepten für Clam Chowder mit Tomaten, und zwar Alessandro Filippini und Charles Ranhofer, die beide zeitweise im Restaurant Delmonico's in New York arbeiteten. Da viele Gerichte dieses Restaurants von anderen übernommen wurden, vermuten Historiker hier den Ursprung der Manhattan-Version.
Puristen aus Neuengland lehnen Tomaten in dieser Suppe bis heute als unpassend ab. Der prominente Koch James Beard (1903–1985) schrieb: „(...) diese ziemlich schreckliche Suppe, genannt Manhattan Clam Chowder (...) ähnelt einer Gemüsesuppe, in die aus Versehen ein paar Clams gefallen sind.“